# 大野静方
大野 静方（おおの しずかた、1882年（明治15年）1月25日 - 1944年（昭和19年）9月14日）は明治時代から昭和時代にかけての日本画家。

## 経歴
本名は山本兵三郎。東京市深川区生まれ。16歳の時に水野年方に入門し絵を学んだ。鏑木清方らとともに烏合会発足時の会員であった。後に「吉野の義経」で日本美術院褒賞を受け、「婚礼」で日本美術院銅牌を受けた。1896年（明治29年）、村岡応東、遠山素香らとともに巽画会を結成する。1904年（明治37年）に日本新聞に入社し、挿絵画家として活躍する。後に浮世絵を研究する。1944年9月14日に喘息により杉並区の自宅で死去。享年63。

## 作品
- 「新口村」 紙本着色 横浜美術館所蔵 1904年頃
- 「つれづれ」口絵 『新小説』第19年第4巻 春陽堂版 1914年（大正3年）

## 著書
- 大東名著選『浮世絵と版画』大東出版社

## 親族
- 父は浅草花やしき創業者の山本金蔵。
- 兄に山本笑月、長谷川如是閑がいる。